# 豹と狼 ドイツ軍5号戦車1944
『豹と狼 ドイツ軍5号戦車1944』（ひょうとおおかみ ドイツぐんごごうせんしゃ）は、原作：中里融司、作画：かたやままことによる日本の漫画。『ヤングアニマル』（白泉社）にて月1回、2008年No.8からNo.20まで全7話が連載された。

## 登場人物

### パンター戦車123号車（豹大隊2中隊3号車）乗組員
ウォルフ / ウォルフガング・グデーリアン
パンター戦車123号車（以下123号車）の車長。所属・階級は国防軍中尉。戦車戦に秀でている。祖国ドイツとドイツ国民のために戦っており、ボック少尉に密命を打ち明けられて以降は、ヒトラーによるドイツ国内での原爆使用を防ぐ必要性と、アメリカ軍による原爆破壊で研究所や製造工場の関係者が犠牲になることとの間で葛藤していた。ドイツを道連れにしようとするヒトラーを嫌っている一方、後述のミッターシュタイン少佐と冗談を言い合うなど親衛隊との仲は特に険悪ではないようである（但し直前にアメリカ軍への投降を論じていたこともあり、ボック少尉との初対面では彼女が親衛隊所属と知ると弱気になるなど相応に警戒はしている）。
マルチン / マルチン・ミッターマイヤー
123号車の砲手。リヒャルト程ではないが普段はややお調子者である一方、123号車への愛着は人一倍強く、ソ連軍との最終戦と機密文書の受け渡し後は同車の行く末を案じ感傷的になっていた。123号車最後の戦いとなるJS-3との一騎打ちでは主砲を使わなかったため、最後に1発発砲させて欲しいと願い出た（彼の想いはパットン将軍に賛同され、ドイツ・アメリカ両軍兵士の敬礼と最後の発砲で123号車は戦車としての役目を終えた）。
リヒャルト / リヒャルト・ワーグナー
123号車の操縦手。酒（ビール）と女が大好きなお調子者でオリガやパットンを茶化していた（なお、直後にオリガには裏拳で殴られ、パットンには凄まれた）。ヒトラーのことも「オーストリアの伍長様」と呼んでいる。
ゲオルグ / ゲオルグ・カールスルーエ
123号車の機関手。元々は大学教授で123号車乗組員やオリガからは「先生」と呼ばれている。博識且つ情報通で原爆の威力や敵兵器（ソ連軍のJS-2重戦車）の特性などに詳しく、また、ドイツ降伏後は復員しアメリカによる日本への原爆投下のニュースもいち早く知っていた。車外で撃破車両のエンジンを起動し囮役を担ったり、単行本の表紙では通信手席に搭乗するなど地味ながらオリガに負けず劣らずマルチに活躍している（なお単行本の表紙によると作中未登場の本来の通信手は戦死していることが記されている）。

### 123号車協力者
オリガ
ルーマニアのパルチザンの美女。ソ連軍の司令官を暗殺した事で、ソ連軍に追われていたところを123号車に助けられ、以後は同車の乗組員たちと行動を共にするようになる（欠員の通信手の代行としての居候を申し出ているが、ゴルスキー少将のT-34/85部隊との戦闘では装填手を務めており、状況に応じてゲオルグと持ち場を変わっているようである）。常人離れした身体能力を持ち、ナイフや銃火器の扱いだけでなく、ケッテンクラートの操縦や負傷したマルチンに代わりパンター戦車の砲手を代行するなど大小様々な武器・兵器の扱いに長けている。また、最終戦では通信機からの咆哮でドイツ・アメリカ両軍の戦車兵にウォルフ中尉の指揮下で戦車戦を展開するように催眠をかけた。戦後はルーマニアが共産圏になったことで西ドイツに移住し引き続きウォルフに居候を頼み込み、悩んだ末にウォルフが了承するところで物語は終わる。後書きでその正体が人間ではなくワーウルフ（人狼）であることが明かされている。
ボック / クリームヒルド・ボック
SSの女性将校。階級は親衛隊少尉。シェレンベルク少将から機密文書（原子爆弾の設計図と製造工場のデータ）を預かりアメリカ軍との講和の使者となり、ヒトラーのドイツ国内での原爆使用を阻止する密命を帯びている。
ミッターシュタイン少佐 / ハンス・ミッターシュタイン
ティーガーII隊の隊長。所属・階級は武装親衛隊少佐。ウォルフとは旧知の仲。第1話冒頭にてソ連軍のJS-2に搭乗車（この時はティーガーI）を撃破され戦死したと思われたが、第6話で再登場。

### ソ連軍
ニコライ
ソ連軍の戦車エース。階級は少佐。スターリンから直々に機密文書入手の密命を受け、開発中の新型重戦車（JS-3）を授けられる。
ゴルスキー
ソ連軍戦車部隊の隊長。階級は少将。T-34/85の戦車部隊を率いて機密文書の奪取を狙う。独断でボック少尉が搭乗したドイツ軍輸送機を迎撃したことで、スターリンから任務が失敗した場合シベリア流刑になることを臭わされていた。

### 実在の人物
パットン将軍
アメリカ陸軍第3軍司令官。降伏したウォルフ等を丁重に迎えた。終盤では機密文書奪取に現れたソ連軍戦車部隊に対してウォルフ等と共闘した。
シェレンベルク
親衛隊国家保安部（SD）のトップでボック少尉の上司。ボック少尉に機密文書を授け、米軍との講和交渉の使者に任じた。
ヒトラー総統
ナチス・ドイツの独裁者。絶望的な戦況の中、開発中の原爆に逆転の夢をかけている。
ヒムラー
ナチスの幹部。作中ではヒトラーにウォルフ等のパンター戦車の離反と機密文書流出を報告した。
スターリン
ソ連の独裁者。ソ連軍戦車部隊に機密文書入手を命じる。

## 登場兵器（戦車）

### ドイツ軍の兵器
V号戦車パンター（豹大隊第二中隊三号車(123号車)）
75ｍｍ戦車砲搭載し、走・攻・守のバランスに優れた中戦車（タイプはG型の初期生産車であるが、単行本表紙の図解にはA型(Type A)と記されている）。作中ではウォルフ中尉等の搭乗する123号車以外目立った活躍は無い。
ティーガーI
56口径88ｍｍ戦車砲を搭載し、攻・守に優れた重戦車。やや設計が古く直角装甲が特徴。第1話でのミッターシュタイン少佐の搭乗車だがJS-2に撃破された。
ティーガーII
71口径88mm戦車砲を搭載したドイツ軍最強の重戦車。最終戦でのミッターシュタイン少佐の搭乗車。ソ連軍戦車部隊相手に善戦するも、次第に圧倒的な数量に押され始めるが、123号車とアメリカ軍の参戦で後退に成功。
IV号戦車
ミッターシュタイン少佐旗下部隊の保有戦車。特に目立った活躍は無い。

### ソ連軍の兵器
JS-3
ソ連軍が開発した新型重戦車。ニコライ少佐の搭乗車。究極の被弾経始による高い防御力を持つ。
JS-2
122mm砲を装備するソ連軍重戦車。高い攻撃力と防御力を有する反面、装填速度の遅さと搭載弾数が少ないという弱点も有する。序盤の強敵だが、砲手を代行したオリガにより弱点であるターレットリングに直撃弾を受け撃破された。
T-34/85
ソ連軍の主力中戦車。ゴルスキー少将の搭乗車でもあり、集団戦法で123号車と戦った。

### アメリカ軍の兵器
M26パーシング
90mm砲を装備するアメリカ軍最強の重戦車。
M4中戦車
アメリカ軍の主力中戦車。

## 書誌情報
- 中里融司（原作）・かたやままこと（作画）『豹と狼 ドイツ軍5号戦車1944』白泉社〈ヤングアニマルコミックス〉、2009年2月27日発売[2]、ISBN 978-4-592-14467-0